# 僱傭勞動部
僱傭勞動部（韩语：／ Goyong Nodong-bu */?）是韩国的中央行政機關，部门首长称劳动部部長（：／），同时被任命为国务委员。

## 沿革
- 1948年11月4日 - 社会部设立，其下属劳动局同时设立。
- 1963年9月1日 - 改组为劳动厅，为保健社会部外厅。
- 1981年4月8日 - 改组为劳动部。

## 职责
劳动条件的标准、劳资关系的调整、工会的指导、生产安全保险、劳工福利、就业政策、就业平等及劳动保险、职业培训、产业灾害补偿保险及其他相关事务。

## 组织
- 部長（／）
  - 发言人
  - 部長政策顾问
- 次長
  - 监査官

### 下属机构
| - 运营支援课 - 企画调整室 - 政策企画官 - 国际协力官 - 雇用政策室 - 劳动市场政策官 - 人力需给政策官 - 职业能力政策官 - 就业平等政策官 - 就业服务政策官 - 产业体验馆设立运营团 2011年3月1日起设置的临时组织。团长由就业服务政策官兼任。 | - 劳资政策室 - 劳资协力政策官 - 劳动标准政策官 - 生产安全保健政策官 - 公共劳使政策官 - 劳资关系先进化实务支援团 2012年12月31日起设置的临时组织。团长由劳资协力政策官兼任。 |

### 附属机构
| - 联合谈判中心 - 地方劳动廳 首尔、釜山、大邱、京仁、光州、大田 - 中央劳动委员会事务处 | - 地方劳动委员会事务局 - 最低薪酬委员会事务局 - 产业灾害补偿保险再审査委员会事务局 |

### 其他机构
| - 劳工福祉公团 - 韩国产业人力公团 - 韩国产业安全保健公团 - 韩国残疾人就业促进公团 | - 韩国就业信息院 - 韩国产灾医疗院 - 韩国职业教育大学 - 韩国技术教育大学 |